# Droga krajowa B174 (Niemcy)
Droga krajowa 174 (niem. Bundesstraße 174, B 174) – niemiecka droga krajowa przebiegająca  z zachodu na południe od Chemnitz, gdzie krzyżuje się z wieloma drogami krajowymi do granicy z Czechami koło Reitzenhain w Saksonii.